# Beck (Einheit)
Beck, auch Peck, ist ein altes englisches Trockenmaß. Die angeführten Volumenmaße dienten dabei als Referenz zum Gewichtsmaß.
- 1 Beck = 2 Gallons = 16 Pfund (engl.)
- 4 Becks = 1 Bushel = 1/8 Quarter